# Cornelis Janssens van Ceulen

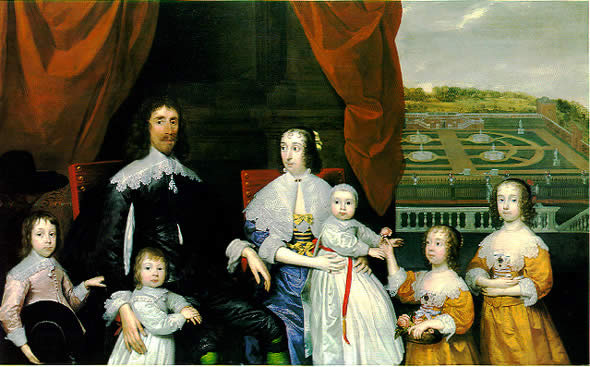
Barón de Hadham y su familia, 1641. Líder de la Realeza ejecutado en 1649.

Cornelis Janssens van Ceulen /kɔrˈneːlɪs ˈjɑnsəns vɑn ˈkøːlən/ (también conocido como Cornelius Jonson van Ceulen, Cornelius Johnson, Cornelis Jansz. van Ceulen y de varias maneras más) (Londres, 14 de octubre de 1593-Utrecht, 5 de agosto de 1661) fue un pintor de retratos inglés de la escuela neerlandesa o flamenca. Cornelis fue descrito como uno de los mejores y más prolíficos pintores de retratos de toda Inglaterra durante las décadas del 1620 y el 1630".

## Familia
Janssens van Ceulen nació en el seno de una familia flamenca o neerlandesa afincada en Londres. Su padre era un refugiado religioso de Amberes, aunque la familia era originaria de Colonia. Janssens van Ceulen fue bautizado en la Iglesia Neerlandesa de Austin Friars, hijo de Johanna le Grand y Cornelius Johnson. Es probable que se educara en los Países Bajos, posiblemente con Michiel Jansz. van Mierevelt. Es evidente la influencia de los artistas de esa región en sus primeras obras, que siguen el diseño y estilo de los pintores holandeses.
Janssens volvió a Inglaterra en 1618, donde trabajó hasta 1643. En la década de 1620 instaló su vivienda y estudio en la zona londinense de Blackfriars, donde vivían otros artistas como Anthony van Dyck y Peter Oliver. Aunque era una zona situada dentro de los límites de Londres, tenía estatus de liberty, por lo que evitaba el monopolio que ejercía en la ciudad el Gremio de Pintores y Tintores. Se casó con Elizabeth Beke de Colchester en 1622. Su hijo Cornelius Janssens el Joven nació en 1634 y también fue pintor. La hija de Janssens contrajo nupcias con Nicholas Russell de Brujas. 
A mediados de la década de 1630, Janssens se trasladó a Canterbury, donde vivió con el mercader flamenco sir Arnold Braems. Janssens continuó viviendo en Inglaterra aun después del estallido de la Guerra Civil Inglesa, pero en octubre de 1643, ante la aparente insistencia de su esposa, se mudó a Middelburg, donde se hizo miembro del gremio de S. Luke. Entre los años 1646 y 1652 vivió en Ámsterdam, y finalmente se instaló en Utrecht, donde fue enterrado.

## Obra

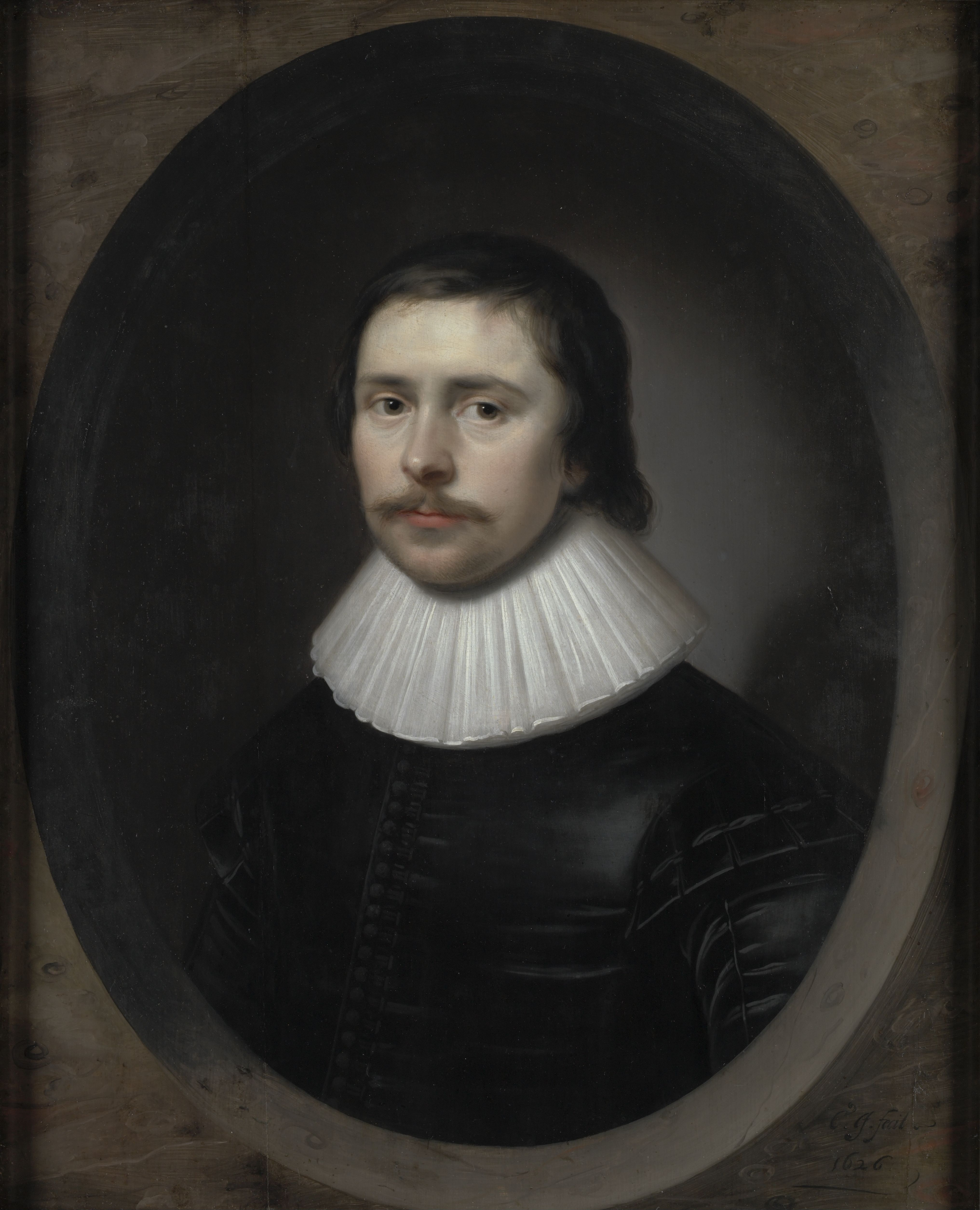
Típico trabajo de 1626, Edward Hyde, Earl of Clarendon.

Su primer trabajo registrado data de 1617 y está notablemente influenciado por su educación en los Países Bajos. En 1619 inicia sus retratos ingleses, que al principio solo eran cabezas, aunque más tarde pintó retratos de cuerpo entero y de grupo. 
Realizó cientos de retratos de la emergente alta burguesía de la época. Su estilo se adaptaba mejor a la relativa intimidad del retrato busto, en el que con cierta distancia captura la reserva de la burguesía y la baja nobleza.
Entre sus retratos reales, el de Carlos I, así como los de Carlos II y Jacobo II en su infancia, ambos en la National Portrait Gallery de Londres. También colaboró con Gerard Houckgeest en un retrato de la esposa de Carlos I, la reina Enriqueta María.
Tras su marcha a los Países Bajos siguió pintando retratos de clientes ingleses, monárquicos exiliados y residentes en Inglaterra.

## Mecenas
Sus patrocinadores provenían de la alta burguesía, pero no pertenecían a las clases altas de la sociedad. La mayor parte de sus clientes eran inmigrantes holandeses, caballeros y cortesanos. Durante los primeros años de su carrera, una red de mecenazgo compuesta por cinco familias unidas por lazos matrimoniales permitió a Janssens granjearse una reputación como pintor en el ámbito nacional.
Se ha perdido la identidad de muchos de sus clientes. A pesar de haber recibido solo unas pocos encargos de la corona, en 1632 fue nombrado pintor real por Carlos I. Este nombramiento podría obedecer a la llegada a Inglaterra de Van Dyck y la partida de Daniel Mytens: Janssens podría haberse convertido en el pintor de reserva de Van Dyck.

## Estilo
Era uno de los pocos artistas que en esa época firmaba y fechaba sus obras de arte, excepto sus retratos de cuerpo enteros, ya que ciertos  clientes preferían que se confundieran con obras mucho más costosas de VanDyck. Es posible que tuviera éxito en este engaño, ya que algunos retratos atribuidos al taller de Van Dyck podrían ser obra de Janssens. En los primeros años, solía firmar sus retratos como "fecit C J", aunque en años posteriores firmó con su nombre completo
Janssens cobraba unas £5 por pintar un retrato. Sus primeros retratos fueron pinturas sobre tabla con marcos ovalados ficticios, que aunque parecen ser un óvalo de madera o mármol, en realidad están pintados en el panel. Este efecto de trampantojo fue uno de los recursos favoritos de Janssens al principio de su carrera. También pintó algunos retratos en miniatura sobre cobre.
Sus primeros trabajos fueron descritos por el historiador C. H. Collins Baker como "inanimados", pero un año después había hecho "extraordinarios avances". Sus primeras obras en formato de tres cuartos fueron los retratos de Thomas Boothby y su esposa, pintados en 1619. El retrato de lord Coventry data del año 1623 y muestra una cierta falta de técnica en las proporciones del cuerpo que superaría en obras posteriores.
Su estilo era conservador, aunque cambió considerablemente a lo largo de su carrera, y fue capaz de asimilar nuevas influencias a su propio estilo. Se inspiró en Mytens, Van Dyck y William Dobson. Sus últimos retratos holandeses muestran un estilo diferente que refleja las tendencias contemporáneas del retrato en los Países Bajos. Janssens también ejerció influencia en otros artistas, algunos casi desconocidos y otros tan renombrados como Van Dyck. Siguiendo la tradición neerlandesa, era especialmente preciso y detallista en la representación de la ropa. Como resultado, sus cuadros han resultado especialmente útiles a los especialistas en historia del vestido.

## Técnica
Janssens utiliza numerosas técnicas que juntas identifican de forma inequívoca su estudio durante los principios de su carrera, como la combinación de Alla prima con finas capas superpuestas, variaciones calculadas de la pincelada y el uso de pigmentos de alta calidad (y muy costosos) que han resistido muy bien al envejecimiento.

## Nombre y firma
La gran cantidad de variantes de su nombre ha provocado cierta controversia sobre la forma más correcta. El mismo Janssens tiene parte de la culpa, ya que cambiaba con frecuencia su forma de firmar. En sus últimos años en Holanda añadió las palabras "van Ceulen" ("de Colonia") a su firma, una forma comercia de incidir en sus orígenes extranjeros. Antes había agregado "Londines" ("de Londres"), pero dejó de usarlo tras el estallido de la primera guerra anglo-neerlandesa en 1652.
Según el crítico Alexander J. Finberg, "el artista siempre escribía su nombre como Cornelius Johnson, y cuando salió de Inglaterra, cambió la forma a Jonson. La manera habitual de firmar cuando lo hace con el nombre en su totalidad es, invariablemente, en todos los cuadros pintados después de 1643 que he visto: “Cornelius Jonson van Ceulen”. Parece que nunca ha adoptado la forma de Janson, Jansen o Janssens".

## Galería de retratos

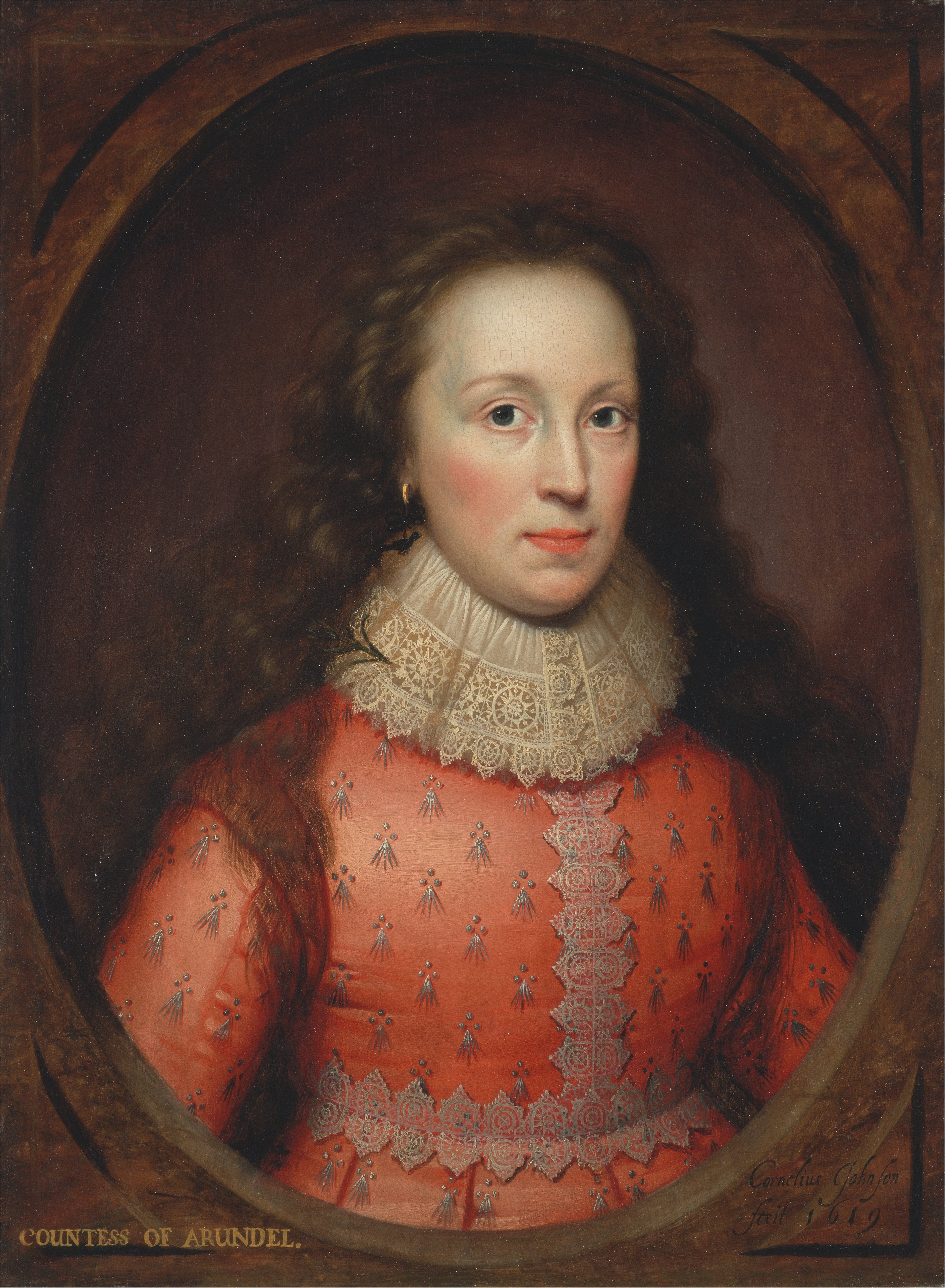
Condesa de Arundel (1619), en el Centro Yale de Arte Británico
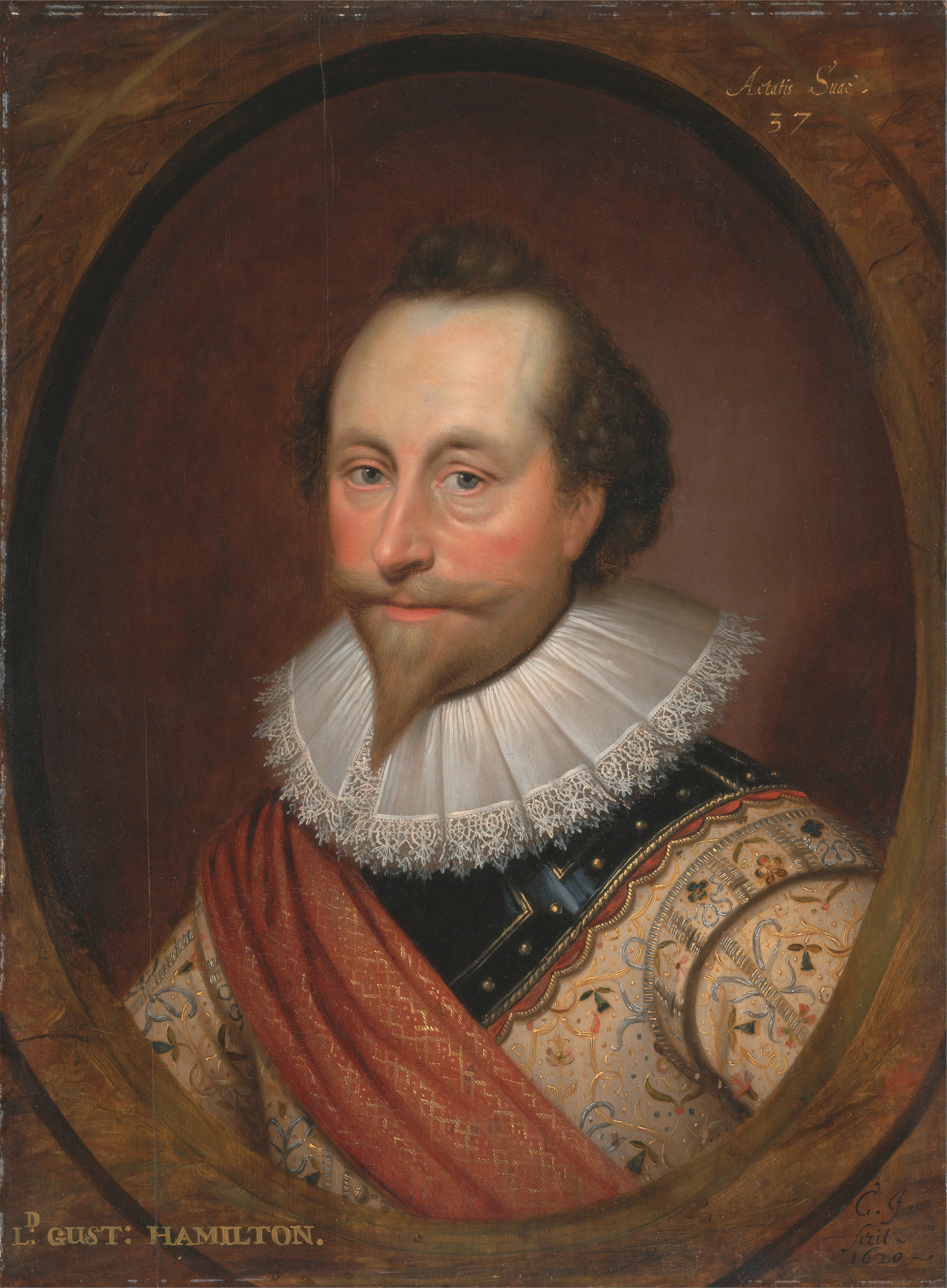
Retrato erróneamente considerado de Gust Hamilton, se sabe que es Alexander Temple (1620) en el Centro Yale de Arte Británico
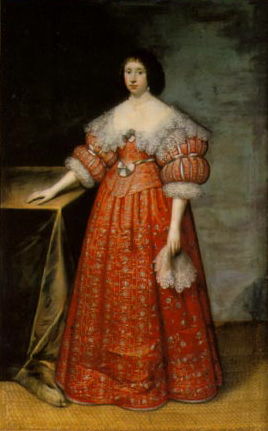
Mujer desconocida (Elena Lee, lady Sussex), 1630
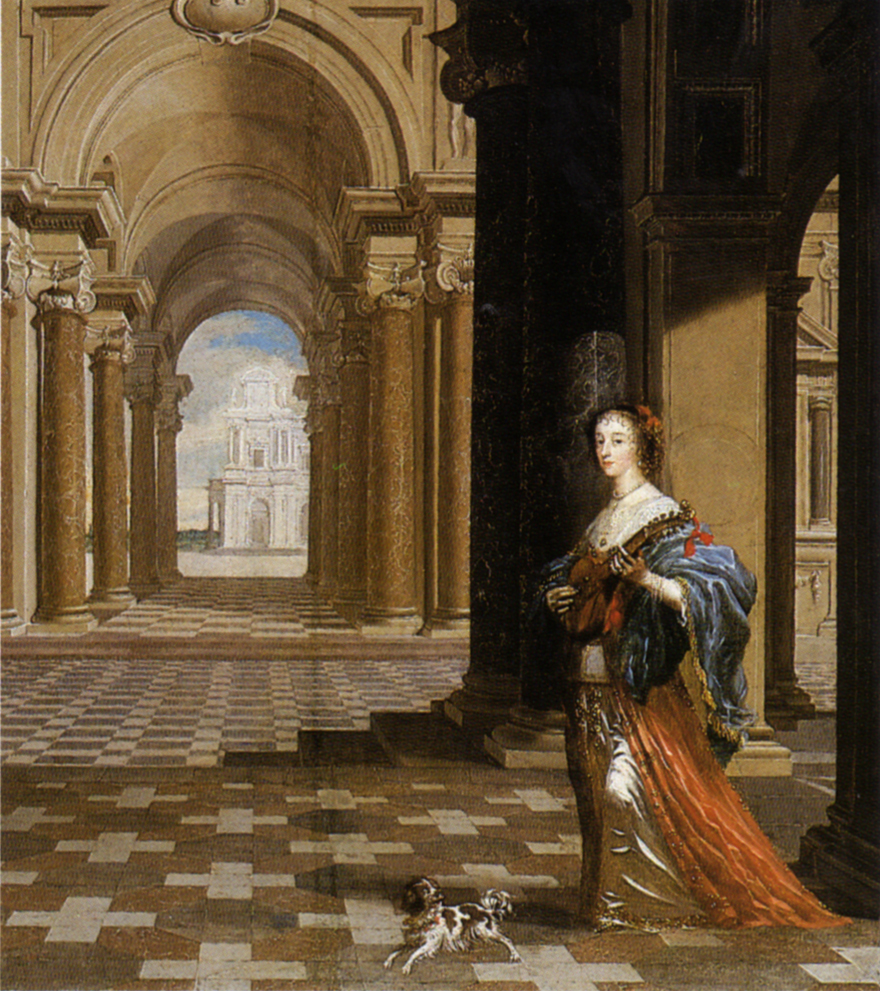
La reina Enriqueta María (antes de 1639)
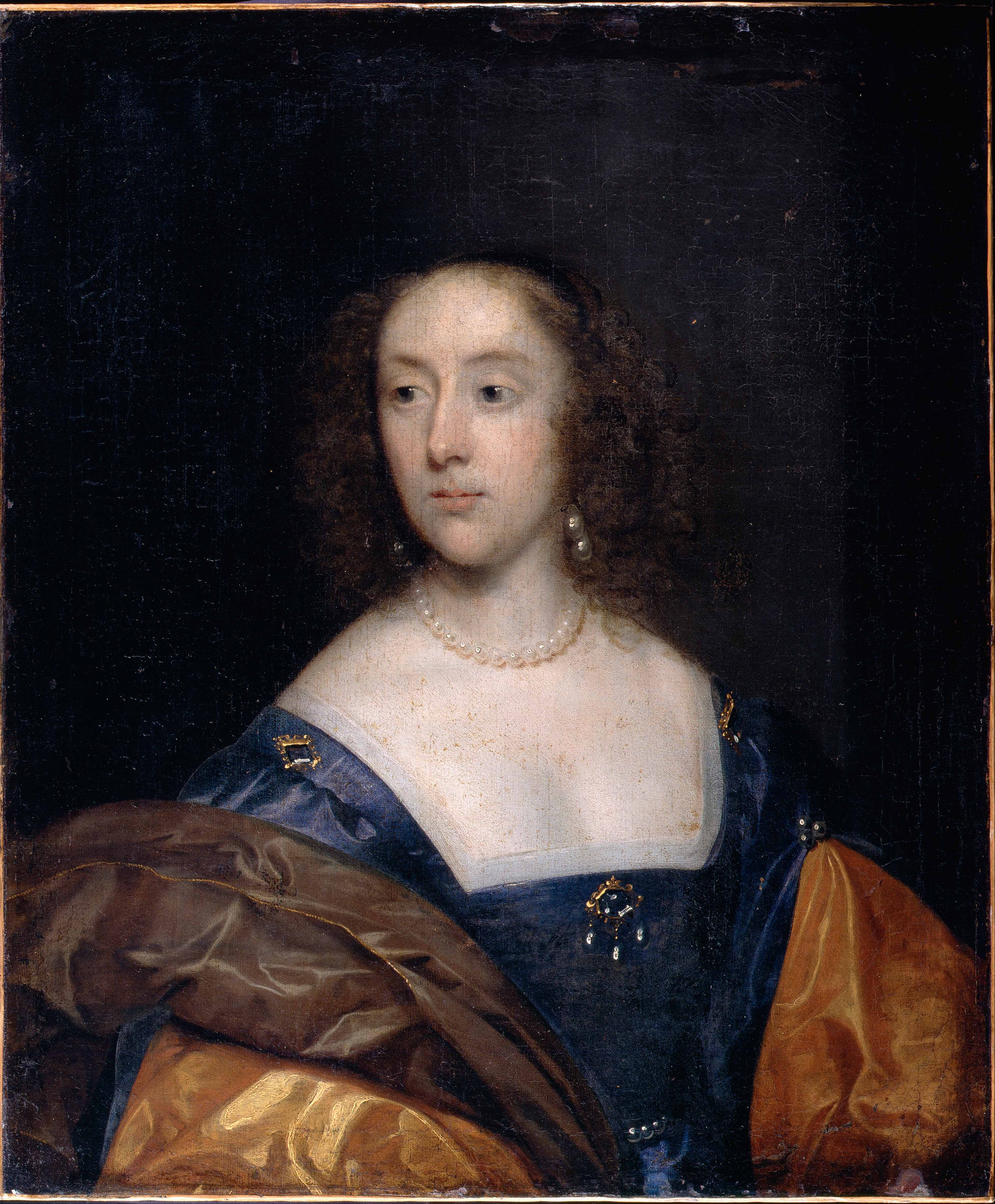
Retrato de dama de azul, c. 1639
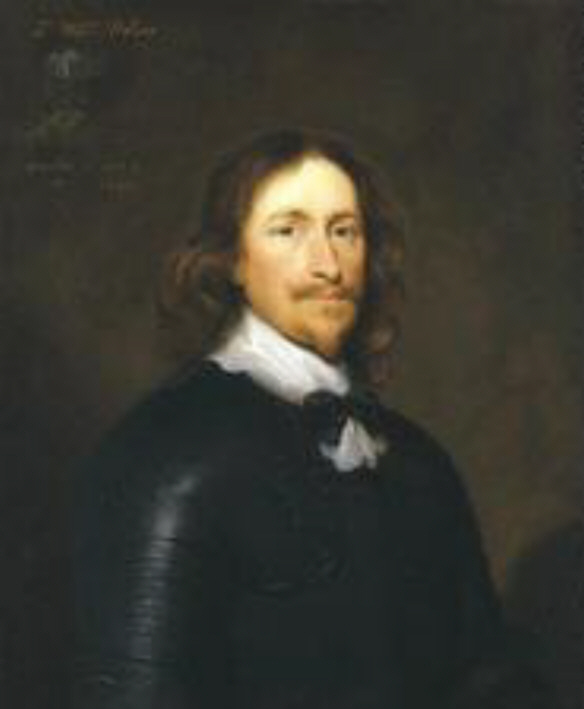
Sir William Waller, 1643
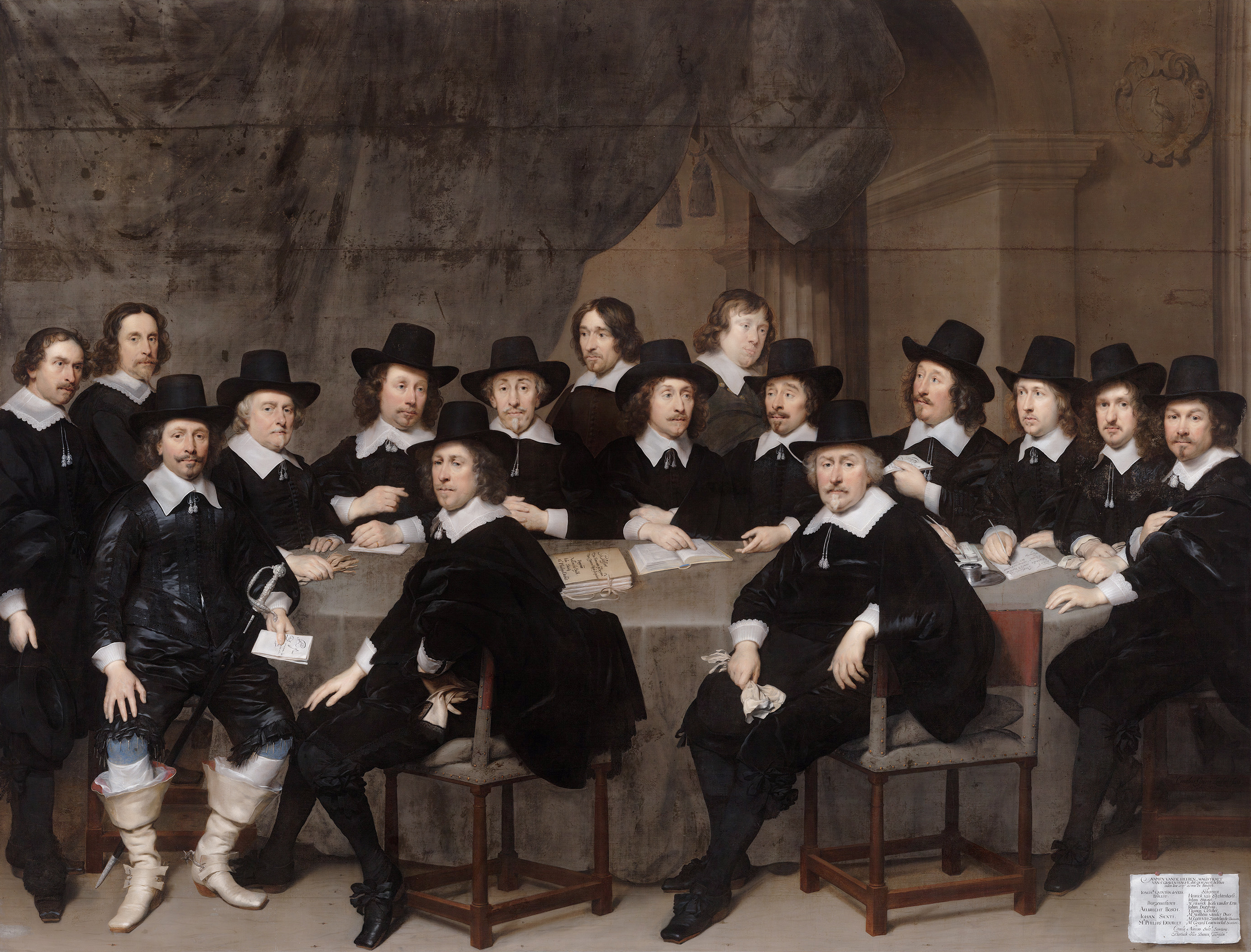
Los magistrados de La Haya, 1647, en el viejo ayuntamiento de La Haya
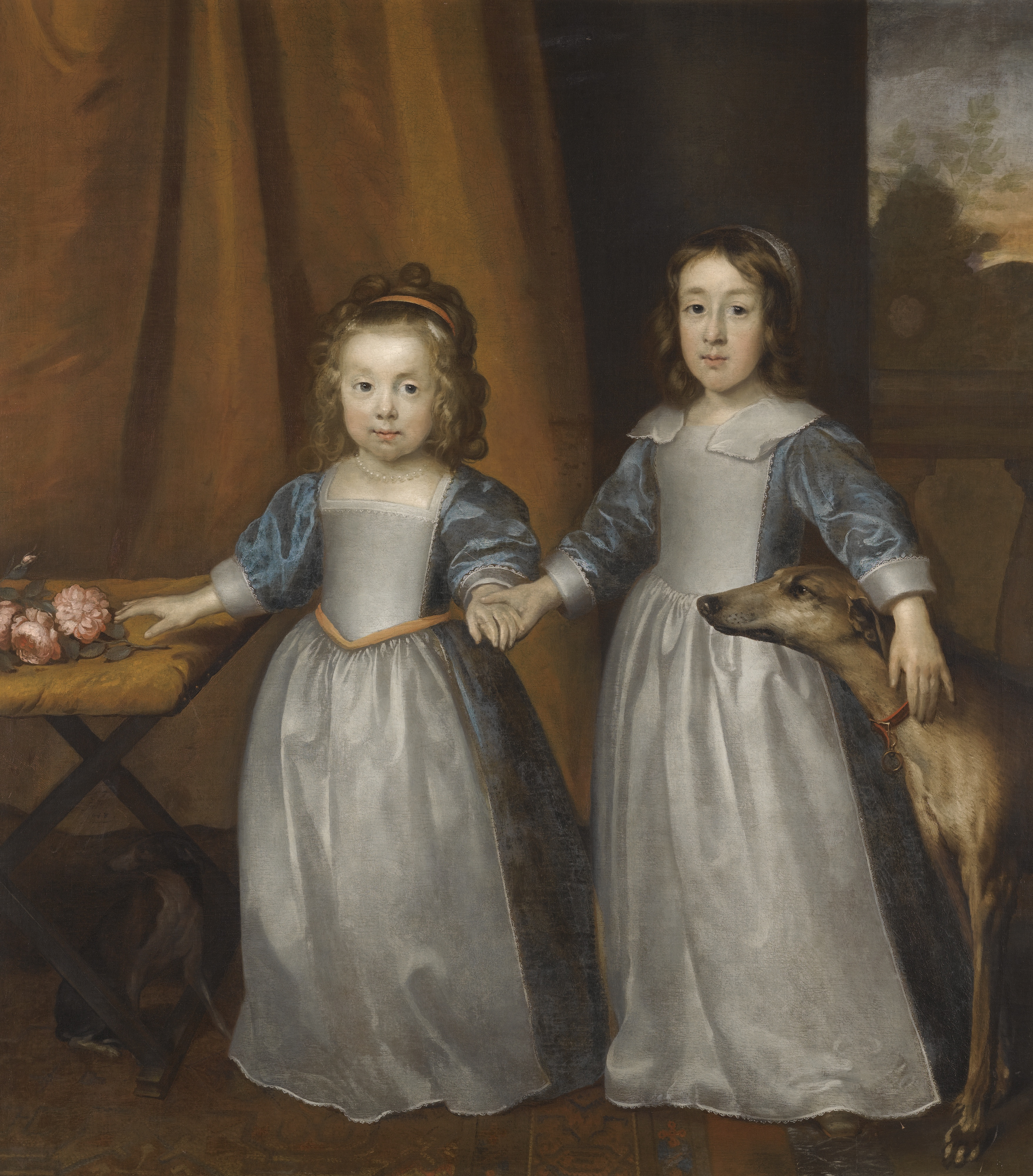
Dos niñas en una terraza con dos sabuesos, 1648
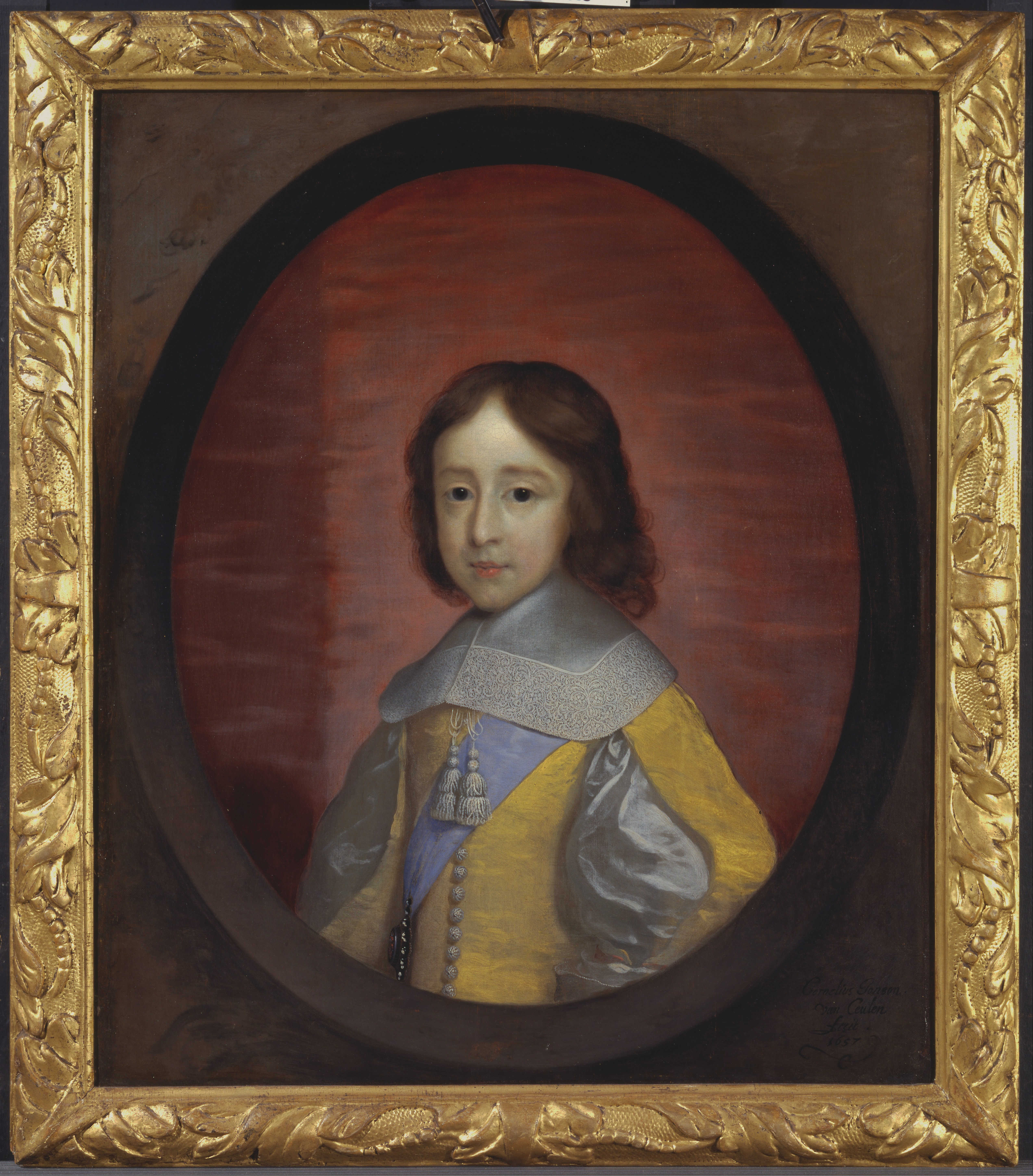
Guillermo III, príncipe de Orange, de niño, 1657 en el Centro Yale de Arte Británico

## Otras lecturas
- Ellis Waterhouse, Painting in Britain, 1530-1790, 4ª edición, 1978, Penguin Books (Yale History of Art series) (en Inglés)

- Wikimedia Commons alberga una categoría multimedia sobre Cornelis Janssens van Ceulen.